# 日本創成会議
日本創成会議（にほんそうせいかいぎ、英語: Japan Policy Council）は、日本生産性本部が2011年5月に発足した民間の会議体である。

## 概要
東日本大震災からの復興を東北地方創成とし、それを日本創成の契機にしたいとして発足された。「10年後の世界・アジアを見据えた日本全体のグランドデザインを策定する」ことを目的としており、日本のエネルギー問題や人口問題等について、政策提言を行った。
2016年より活動を休止している。

## 沿革
- 2011年
  - 5月 日本創成会議 発足
  - 8月 欧州エネルギー政策視察[5]
  - 10月 第1回提言「エネルギー創成」発表
- 2012年
  - 3月 欧州国際研究都市視察[6]
  - 7月 第2回提言「地域開国：グローバル都市創成」発表
  - 10月 「グローバル研究都市の創成」フォーラム開催
- 2013年4月 日米先端科学技術シンポジウム開催
- 2014年5月 人口減少問題検討分科会 提言「ストップ少子化・地方元気戦略」発表
- 2015年
  - 6月
    - 首都圏問題検討分科会 提言「東京圏高齢化危機回避戦略」発表
    - 「高齢者の終末期医療を考える長寿時代の看取り―」ブックレット刊行[7]

  - 12月 「高齢者の終末期医療を考える 〜長寿時代の看取り〜」シンポジウム開催
- 2016年6 - 7月ごろ 活動休止[3][4]

## 提言

### 第1回提言「エネルギー創成」
日本のエネルギー政策が「脱原子力」か「原子力維持」の二項対立の議論しかされていないとして、当面は原子力発電を継続しつつ、再生可能エネルギーへの転換を図るため、国際電力網の構築を提案した。再生可能エネルギーで、電力需要に対する安定供給を相互補完するこの構想は、ヨーロッパのデザーテック計画等を参考にしており、まず日本国内の電力網を整備し、大韓民国・東南アジア・オーストラリアまで延伸する計画で、アジア大洋州電力網と呼んだ。

### 第2回提言「地域開国：グローバル都市創成」
日本では少子化に伴う地方の衰退が著しい一方で、世界的には人口は増加する傾向にあることに着目し、その成長を取り込むことで地方都市をグローバル都市にすることで空洞化を解消することを提案した。そのために高付加価値産業への転換、外国人も安心してくらせるような家庭医制度への移行や外国との交通アクセス網の整備等を挙げている。また、国際リニアコライダーの日本誘致によってグローバル都市のモデルとするべきとした。

### 人口減少問題検討分科会 提言「ストップ少子化・地方元気戦略」
日本の人口は、2008年をピークに、減少に転じ下げ幅も拡大していることを踏まえ、少子化対策と伴に、出生率改善による地方活性化を図ることを提案した。国民が望む出生率（希望出生率）を実現することと、若者の大都市への流出が地方の人口減少の要因になっているとして、東京一極集中に歯止めをかけることを基本目標とし、子育て支援や地方への移住、地域活性化などその他様々な戦略を立てた。

#### 消滅可能性都市
国立社会保障・人口問題研究所の「日本の地域別将来推計人口」（2013年3月推計）では、地方からの人口流出は一定の収束があると想定したものであるのに対し、日本創成会議は2014年と同程度の人口流出が今後も続く、という独自の仮定を基に推計を行ったところ、2010年から2040年までの30年間に、人口の「再生産力」を示す20 - 39歳の女性人口が50%以下に減少する市区町村は、全体1800のち49.8%の896地域であり、そのうち人口1万人未満は、全体の29.1%の523地域であった。これらの地域では、高い割合で人口が流出するため、出生率が上がった場合でも、存続できなくなる恐れが高いとした。
また、報告書は地方公共団体名を名指しで公表したため、その反響は大きく、2014年（平成26年）9月に、日本国政府はまち・ひと・しごと創生本部を設置した。「消滅可能性都市」という言葉は、2014年ユーキャン新語・流行語大賞の候補にも選ばれている。
なお、消滅可能性都市には「最も消滅可能性が高い市町村」と指摘された、群馬県甘楽郡南牧村（若年女性推計人口減少率：89.9%）などの過疎地域のみならず、過密の象徴ともいえる大都市の人口集中地域にも偏在し、東京都区部で唯一指摘された東京都豊島区（50.8%）、埼玉県三郷市（54.9%）、千葉市花見川区（54.1%）、大阪市中央区（53.6%）、札幌市南区（63.3%）、札幌市厚別区（52.7%）、広島市安佐北区（50.3%）も含まれている。

### 首都圏問題検討分科会 提言「東京圏高齢化危機回避戦略」
2025年に日本では団塊の世代が75歳以上の後期高齢者に達し（2025年問題）、その多くが住む東京圏では地方以上に急激な高齢化が進み、特に東京都区部以外の地域で顕著な傾向が見られることから、東京圏全体でこれまでにない規模で医療介護分野の施設や人材が不足するとした。
しかし、その不足を補うために人材が東京圏に流入すれば地方が衰退化してしまうことなどから、医療介護サービスの人材依存度を下げることや高齢者の集住システムの構築、施設や人材に余裕のある地方への移住などを提案し、移住先の候補地として具体的に全国で41の地域を挙げた。

## 構成
第2回提言
- 座長：増田寛也 - 東京大学大学院客員教授、元総務大臣
- 秋草直之
- 牛尾治朗
- 大田弘子
- 落合清四
- 古賀伸明
- 佐々木毅
- 數土文夫
- 椎名武雄
- 數土文夫
- 橘・フクシマ・咲江
- 新浪剛史
- 樋口美雄
- 薮中三十二
- 主査：野村修也
- 主査：山下了

人口減少問題検討分科会
- 座長：増田寛也
- 岡本保 - 野村資本市場研究所顧問
- 加藤久和 - 明治大学教授
- 齊藤英和
- 白波瀬佐和子
- 高橋泰
- 橘・フクシマ・咲江
- 丹呉泰健
- 樋口美雄
- 平田竹男
- 森地茂 - 政策研究大学院大学政策研究センター所長